# Негев (кулемет)
Негев (івр. נגב,англ. Negev) — ізраїльський ручний кулемет калібру 5,56×45 мм. Розроблений збройовою компанією IWI. 
В Україні на КП НВО «Форт» налагоджене ліцензійне виробництво кулемету, під назвою «Форт 401».

## Опис та характеристики
Конструктивно «Форт 401» — кулемет з повітряним охолодженням ствола, ствол швидкозмінний, виготовляється в двох модифікаціях: стандартний і вкорочений.
Подача боєприпасів селективна двох типів: основна — за допомогою розсипної стрічки та від магазинів «Форт 221», «Форт 222». Стрічка на 150–200 набоїв може використовуватись як сама по собі, так і з м'якого штурмового барабана.
В штатну комплектацію «Форт 401» входять: складний приціл, складні сошки і рукоятка для переносу, що знаходиться на стволі. Додатково можливо встановлення різноманітних прицілів на планку Пікатінні зверху на ствольній коробці та передньої рукоятки під цівкою.

## Оператори
- Азербайджан
- Грузія
- Ізраїль
- Індія
- Колумбія
- Коста-Рика
- Таїланд
- Україна - ліцензійне виробництво під назвою Форт-401. В 2009 році прийнятий на озброєння МВС, СБУ, УДО, ДПСУ та СЗР.[4]
- Естонія

## Модифікації
- Negev - стандартний армійський варіант зі стволом довжиною 460 мм;
- Negev Commando (Negev SF) - варіант з укороченим до 330 мм стволом;
- Negev NG7 - розроблений в 2012 році варіант вагою 7,6 кг під патрон 7,62 × 51 мм НАТО, має можливість стрільби одиночними пострілами в напівавтоматичному режимі.